# Etidocaína
La etidocaína, introducida en 1972, es un anestésico local perteneciente a la familia de las aminoamidas. Junto con la bupivacaína y la ropivacaína, éste fármaco es de los anestésicos que tienen una mayor duración. Dado que posee tres átomos de carbono más que la lidocaína en el extremo amina de la molécula, su acción es cuatro veces más potente y cinco veces más duradera que la lidocaína en cuanto al bloqueo de la transmisión de los potenciales de acción en una preparación de nervio ciático aislado.
Las moléculas anestésicas locales consisten en una amina terciaria hidrófila y un sistema aromático lipófilo combinado por un enlace tipo amida. Por lo tanto, la etidocaína se clasifica como compuestos aminoamida. Como otros fármacos dentro de su grupo, la etidocaína se metaboliza en el hígado. Las aminoamidas causan menos reacciones alérgicas. Desafortunadamente, después de recibir informes de toxicidad, principalmente con bupivacaína y etidocaína, se inició el desarrollo de la ropivacaína que es la primera aminoamida comercializada como enantiómero S puro.

## Desventajas
La etidocaína se empleó en niños, pero tras informarse que la prilocaína causaba metahemoglobinemia, y que dada esa situación y a que la etidocaína tiene un mayor grado de bloqueo motor en comparación con otros anestésicos locales de acción prolongada, el fármaco se ha limitado a los bloqueos del plexo en bebés y niños.
En virtud de su bloqueo motor profundo, y a que era de ventaja clínica, su difusión de uso estaba casi limitada al territorio norteamericano, pero el empleo de este anestésico fue decayendo precisamente debido a que en muchas ocasiones no se requiere del bloqueo motor profundo.
Un efecto secundario esperado con etidocaína (pero también con la bupivacaína) es que se produce un daño más localizado en el músculo esquelético que los anestésicos menos potentes y menos duraderos, como la lidocaína. Este efecto sobre el músculo esquelético es reversible; la regeneración muscular se produce rápidamente y se completa a las 2 semanas posteriores a la inyección de los anestésicos locales. La miotoxicidad inducida por los anestésicos locales puede deberse a la afectación mitocondrial.
A diferencia de otros de sus congéneres aminoamídicos, la etidocaína no se recomienda en anestesia raquídea.